# Place Jean-Marais
La place Jean-Marais est une place du 18e arrondissement de Paris.

## Situation et accès
Elle est située devant le parvis de l'église Saint-Pierre de Montmartre, près de la place du Tertre, au sommet de la butte Montmartre.

## Origine du nom
Elle porte le nom de l'acteur français Jean Marais (1913-1998).

## Historique
Elle porte ce nom depuis l'arrêté du conseil municipal de la ville de Paris en date du 13 mars 2007.
Elle a été inaugurée le 26 avril 2008 par Daniel Vaillant, maire du 18e arrondissement de Paris, en présence de Christophe Caresche, député de la dix-huitième circonscription de Paris, et du directeur de cabaret Michou.

## Bâtiments remarquables et lieux de mémoire

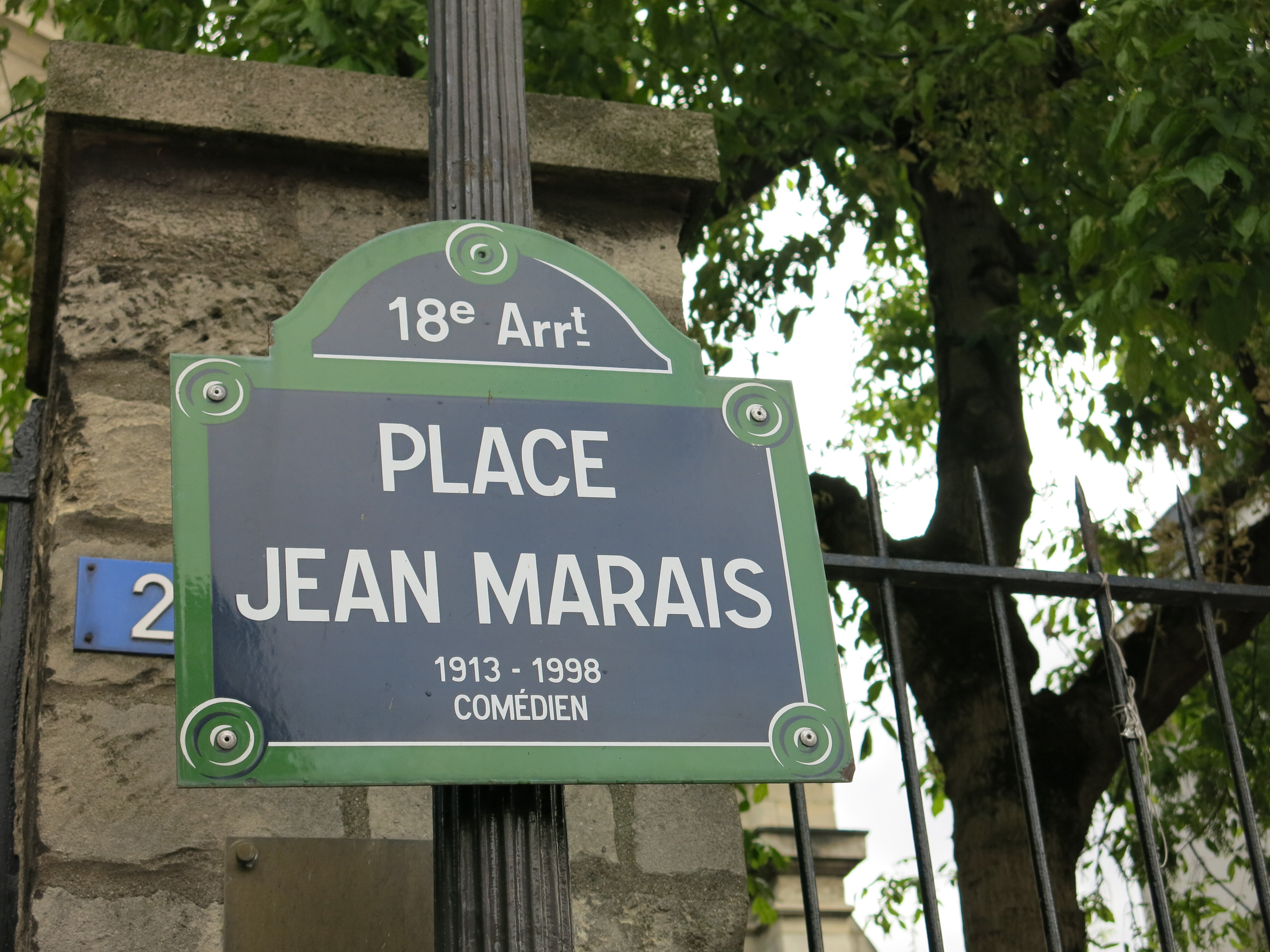
Montmartre